# Campionat britànic de trial 1972
La temporada de 1972 del Campionat britànic de trial fou la 23a edició d'aquest campionat, organitzat per l'ACU. El calendari oficial constava de 10 proves puntuables, celebrades entre el 19 de febrer i el 3 de desembre.

## Classificació final
| Posició | Pilot            | Motocicleta | Punts |
| ------- | ---------------- | ----------- | ----- |
| 1       | Malcolm Rathmell | Bultaco     | 91    |
| 2       | Martin Lampkin   | Bultaco     | 77    |
| 3       | Gordon Farley    | Montesa     | 73    |
| 4       | Alan Lampkin     | Bultaco     | 56    |
| 5       | Dave Thorpe      | OSSA        | 50    |
| 6       | Jack Galloway    | ?           | 49    |
| 7       | Rob Shepherd     | Montesa     | 49    |
| 8       | ?                | ?           | ?     |
| 9       | ?                | ?           | ?     |
| 10      | ?                | ?           | ?     |